# Чумакова, Тамара Ивановна
Тама́ра Ива́новна Чумако́ва (28 августа 1932 — 17 января 2016) — советская и российская певица, лирико-колоратурное сопрано; первая чувашская певица, исполнявшая ведущие оперные партии в театре.
Заслуженная артистка РСФСР (1970), кавалер ордена «Знак Почёта».

## Биография
Родилась в деревне Дятлино (чувашское название — Варасăр) Чувашской АССР (РСФСР, СССР) в многодетной крестьянской семье Ивана Павловича и Серафимы Ермолаевны Чумаковых. После окончания 7 классов Дятлинской школы поступила в Чебоксарское музыкальное училище им. Ф. П. Павлова. Окончила дирижёрско-хоровое (1953) и вокальное (1955) отделения. В 1953 году её пригласил солисткой в Чувашский государственный ансамбль песни и танца его художественный руководитель и главный дирижёр композитор Ф. М. Лукин.
В ансамбле, где она работала до 1959 года, исполнила свои первые оперные партии (Прилепа в пасторали «Искренность пастушки» из оперы П. И. Чайковского «Пиковая дама», Нарспи в опере И. Я. Пустыльника «Беглянка»). Особой вехой в творческой биографии певицы стало её участие в составе женского вокального квартета (1953—1982), организованного чувашской певицей З. Ф. Денисовой и исполнявшего песни чувашских композиторов. В составе квартета принимала участие в VI Всемирном фестивале молодёжи и студентов, проходившем в Москве в 1957 году.
В 1959 году за выдающиеся достижения в исполнительстве и пропаганде музыкального искусства ей было присвоено звание Заслуженной артистки Чувашской АССР. Когда в том же году Чебоксарах открылся музыкально-драматический театр (с 1993 года Чувашский государственный театр оперы и балета), Тамара Ивановна одной из первых была приглашена в его труппу. Она стала первой национальной оперной певицей, исполнившей в театре ведущие партии сопранового репертуара. В 1968 году ей было присвоено почётное звание народной артистки Чувашской АССР, а в 1970 году — заслуженной артистки РСФСР. В 1969 году за создание образа Нарспи в одноимённой опере Г. Я. Хирбю ей была присуждена Государственная премия Чувашской АССР им. К. В. Иванова. Проработала в театре без малого сорок лет, завершив творческую карьеру в 1998 году.
Скончалась в Чебоксарах 17 января 2016 года после тяжёлой и продолжительной болезни.

## Семья
Муж — Шапиро Захар Зиновьевич —  заслуженный артист РФ (1993), заслуженный деятель искусств РФ (2005).

## Память
Похоронен в зоне почётных захоронений Яушского кладбища города Чебоксары.

## Творчество
Тамара Ивановна Чумакова — первая из чувашских певиц начала исполнять ведущие оперные партии в театре. Началось это с роли Чегесь (чуваш. Чĕкеç) в опере Ф. С. Васильева «Шывармань» («Водяная мельница»; 1960), затем ей доверили и партию Сарби (чуваш. Сарпи). За время работы в театре она исполнила более 50 партий и ролей в операх, опереттах и музыкальных комедиях, среди которых:
Санюк в опере Ф. С. Васильева «Хамăръял» («Земляки»);
Елюк в опере А. Г. Орлова-Шузьма «Çăлтăр витер çул» («Звездный путь»);
Оксана в опере А. В. Асламаса «Сеспель»;
Марье в опере А. В. Асламаса «Прерванный вальс»;
Пинерпи в опере А. В. Асламаса «Священная дубрава»;
Татьяна в опере П. И. Чайковского «Евгений Онегин»;
Недда в опере Р. Леонкавало «Паяцы»;
Розина в опере Д. Россини «Севильский цирюльник»;
Чио-Чио-сан в опере Д. Пуччини «Мадам Баттерфляй»;
Виолетта в опере Д. Верди «Травиата»;
Джильда в опере Д. Верди «Риголетто»;
Нарспи в опере Г. Я. Хирбю «Нарспи»;
Сильва и Стасси в оперетте И. Кальмана «Сильва»;
Мэри Ив в оперетте В. И. Мурадели «Девушка с голубыми глазами»;
Пепита и Стелла в оперетте И. О. Дунаевского «Вольный ветер».
Кроме того, Т. И. Чумакова исполнила и записала более ста различных песен. В 1989 году Тамара Ивановна выступила в качестве режиссёра вернувшейся в репертуар театра оперы «Нарспи».

## Награды и премии
- Заслуженная артистка Чувашской АССР (1959)
- Народная артистка Чувашской АССР (1968)
- Государственная премия Чувашской АССР им. К. В. Иванова (1969)
- Медаль «В ознаменование 100-летия со дня рождения Владимира Ильича Ленина» (1970)
- Заслуженная артистка РСФСР (1970)
- Орден «Знак Почёта»